# Neon Lights
Neon Lights – piosenka amerykańskiej wokalistki Demi Lovato. Jest to trzeci singiel promujący jej czwarty studyjny album zatytułowany Demi. Premiera singla odbyła się 19 listopada 2013 roku. Kompozycja otrzymała mieszane recenzje od krytyków muzycznych, jednak mimo to odniosła sukces komercyjny.

## Kompozycja
Autorami tekstu piosenki są Mario Marchetti, Tiffany Vartanyan, Ryan Tedder, Noel Zancanella i Demi Lovato.

## Utwór w rankingach
Nagranie dotarło na 36 miejsce Billboard Hot 100 oraz 1 miejsce Billboard Dance/Club Songs. Dotychczas singiel sprzedał się w Stanach Zjednoczonych w nakładzie 1,000,000 kopii

## Teledysk
Premiera teledysku do utworu miała miejsce 21 listopada 2013 r. Klip został wyreżyserowany przez Ryana Pallotę, współreżysera poprzedniego wideo do Made in the USA. Do marca 2015 klip obejrzano ponad 100,000,000 razy.

## Lista utworów
- Digital download

| Numer | Tytuł         | Czas |
| ----- | ------------- | ---- |
| 1.    | „Neon Lights” | 3:53 |

- Remixes EP

| Numer | Tytuł                                                  | Czas |
| ----- | ------------------------------------------------------ | ---- |
| 1.    | „Neon Lights (Betty Who Remix)”                        | 3:17 |
| 2.    | „Neon Lights (Cole Plante with Myon & Shane 54 Remix)” | 6:04 |
| 3.    | „Neon Lights (Jump Smokers Remix)”                     | 4:06 |
| 4.    | „Neon Lights (Belanger Remix)”                         | 5:17 |
| 5.    | „Neon Lights (Tracy Young Remix)”                      | 7:25 |